# Dragon Ball Z: Supersonic Warriors
 (septembre 2017).
Si vous disposez d'ouvrages ou d'articles de référence ou si vous connaissez des sites web de qualité traitant du thème abordé ici, merci de compléter l'article en donnant les références utiles à sa vérifiabilité et en les liant à la section « Notes et références ».
Dragon Ball Z: Supersonic Warriors (ドラゴンボールZ 舞空闘劇, Doragon bōru zetto: Bukū tōgeki, littéralement « Dragon Ball Z : La bataille dramatique ») est un jeu vidéo de combat développé par Arc System Works. Le jeu est disponible depuis 2004 sur Game Boy Advance.

## Système de jeu
Ce jeu est basé sur les bases du combat libre, avec des graphismes nettement améliorés par rapport à Dragon Ball Z: Taiketsu.